# Oubritenga
Oubritenga ist eine Provinz in der Region Plateau Central im westafrikanischen Staat Burkina Faso mit 283.997 Einwohnern (2013) auf 2778 km².
Sie wird hauptsächlich von Mossi bewohnt, deren Lebensgrundlage vorwiegend die Subsistenzwirtschaft ist. Hauptort ist Ziniaré. Planungen zufolge soll in Loumbila der neue Großflughafen von Ouagadougou entstehen. Der Name Oubritenga bedeutet auf Moré „Land des Oubri“; Oubri war der Sohn Ouédraogos, des legendären Stammvaters der Mossi.

## Liste der Departements und Gemeinden
| Nr. | Departement/Gemeinde |
| --- | -------------------- |
| 1   | Absouya              |
| 2   | Dapélogo             |
| 3   | Loumbila             |
| 4   | Nagréongo            |
| 5   | Ourgou-Manéga        |
| 6   | Ziniaré              |
| 7   | Zitenga              |